# A Grande Família (3.ª temporada)
A terceira temporada de A Grande Família, uma série de televisão brasileira de comédia, foi ao ar originalmente entre 10 de abril de 2003 e 25 de dezembro de 2003 pela Rede Globo, tendo como personagens principais os membros da família Silva, que consiste em Lineu Silva, Dona Nenê, Agostinho Carrara, Bebel, Tuco e Seu Flor. A temporada tem 37 episódios de aproximadamente meia hora de duração, exibidos nas noites de quinta-feira.

## Enredo da temporada
Nessa temporada, os coadjuvantes começaram a ter histórias próprias. Marilda, que apareceu na temporada anterior, é amiga de juventude de Nenê. Fumante, desleixada e de seios avantajados pelas próteses de silicone dadas pelo "Falecido", antigo namorado dela, Marilda não consegue arrumar um marido, por ela ter "dedo-podre", sendo a solteirona do bairro. Marilda descobre que o "Falecido" é na verdade o Mendonça, que mentia ser casado para não ficar com ela, mas que já era viúvo. Os dois noivaram, mas separaram logo em seguida.
Seu Floriano continua firme com Genoveva, contudo o personagem morre junto com seu intérprete, Rogério Cardoso. No lugar de Seu Flor, aparece o Tio Juvenal, o seu irmão. Por ser um velho ranzinza e mal educado, a família o apelida de "tio mala".
O irmão inconveniente de Lineu, Frank (Pedro Paulo Rangel), aparece na casa dos Silva, o que irrita bastante o patriarca da família, que não gosta dele desde a infância. Tuco começa a namorar com Viviane (Leandra Leal), uma jovem hippie e grudenta, que com apenas um mês de namoro já engravida, o que irrita Lineu e Nenê. O ex-noivo de Bebel, Maurício (Fábio Assunção), reaparece na vida dela, criando um conflito entre ela e o marido, Agostinho. Com ciúmes excessivos, Agostinho deixa Bebel confusa quanto ao seu casamento. No final, ela prefere ficar com seu atual marido, Agostinho.
No final da temporada, Vivi dá à luz a Nelson, o Nelsinho, no meio da ceia de natal, o que agita toda a família.

### Temas principais da temporada
- Andréa Beltrão entra para o elenco principal como Marilda, logo no episódio de estréia da temporada.
- Separação de Bebel e Agostinho, que ensaia um romance com seu antigo noivo, Maurício.
- Namoro de Tuco e Viviane, que engravida.
- Beiçola sofrendo um ataque cardíaco.
- Morte de Seu Floriano e aparição do Tio Juvenal (Tio Mala).

## Elenco

### Protagonistas
- Marco Nanini
- Marieta Severo
- Guta Stresser
- Andréa Beltrão
- Lúcio Mauro Filho
- Pedro Cardoso
- Rogério Cardoso

### Coadjuvantes
- Marcos Oliveira
- Tonico Pereira

### Participações especiais
- Ana Rosa como Genoveva (Alguns episódios)
- Fábio Assunção como Maurício (Alguns episódios)
- Leandra Leal como Viviane  (Alguns episódios)
- Alexandre Zacchia como Dentada (Alguns episódios)
- Mariana Ximenes como Ana / Nicole (Essa é pra Casar!)
- Lázaro Ramos como Alemão (Quem Vai Ficar com Mário?)
- Murilo Elbas como Guarda (Quem Vai Ficar com Mário?)
- Orã Figueiredo como Roni  (Tudo Que Você Nunca Quis Saber Sobre Sexo)
- Ricardo Pavão como Dono da Boate (Seu Floriano Amanheceu Pegando Fogo)
- Patrícya Travassos como Neide (Seu Floriano Amanheceu Pegando Fogo)
- Eliana Fonseca como Ivete  (Quem Ama Não Casa e O Tio Mala)
- Cristina Pereira como Odete (Quem Ama Não Casa e O Tio Mala)
- Otávio Augusto como Bocada (O Refúgio do Guerreiro)
- Francisco Milani como Tio Juvenal (O Tio Mala)
- João Carlos Barroso como Goró (Família Apaixonada)
- Rosi Campos como Vera  (Família Apaixonada)
- Pedro Paulo Rangel como Frank Silva (Irmão de Lineu) (Vida de Inseto)
- Leona Cavalli como Vanessa (Costurando para Fora)
- Cláudio Gabriel como Ladrão (Atirei o Pau no Mário)
- Enrique Díaz como Ferrugem (Isso é Ciúme de Você)
- Augusto Madeira como Manobrista (O Boca Livre)
- Camila Pitanga como Marina (Como Rechear um Peru)
- Diogo Vilela como Remela (Como Rechear um Peru)

## Episódios
| N.º na série | N.º na temp. | Título                          | Dirigido por    | Escrito por                                                       | Exibição original   | Audiência |
| --- | ------------ | ------------------------------- | --------------- | ----------------------------------------------------------------- | ------------------- | --------- |
| 74 | 1            | "Mete os Peitos, Nenê!"         | Maurício Farias | Adriana Falcão & Bernardo Guilherme                               | 10 de abril de 2003 | 68 pontos |
| Marilda põe silicone e Nenê percebe o interesse do marido. Ela decide usar um sutiã inflável para acompanhar Lineu em congresso e causa a maior confusão.                        |              |                                 |                 |                                                                   |                     |           |
| 75 | 2            | "Essa É pra Casar"              | Maurício Farias | Cláudio Paiva, Marcelo Gonçalves & Newton Braga                   | 17 de abril de 2003 | N/A       |
| Nenê encontra Tuco com Ana, uma garota de programa, e acha que é sua namorada. A confusão fica completa quando Nenê encontra o jornal com o anúncio de Ana e desconfia de Lineu. |              |                                 |                 |                                                                   |                     |           |
| 76 | 3            | "Dois pra Lá, Dois pra Cá!"     | Maurício Farias | Cláudio Paiva & Márcio Wilson                                     | 24 de abril de 2003 | N/A       |
| Lineu passa por uma crise financeira e corta os custos de casa. Agostinho se desentende com Lineu por causa de dinheiro. Brigados, ele e Bebel decidem sair da casa da família.  |              |                                 |                 |                                                                   |                     |           |
| 77 | 4            | "O Sorriso do Largato"          | Maurício Farias | Bernardo Guilherme, César Cardoso & Cláudio Paiva                 | 1 de maio de 2003   | N/A       |
| Agostinho paquera amiga de Bebel. Seu Flor sente ciúmes da viagem de Genoveva e fica na fossa. Irritada, Bebel decide fazer greve de sexo.                                       |              |                                 |                 |                                                                   |                     |           |
| 78 | 5            | "A Mãe do Ano"                  | Maurício Farias | Adriana Falcão, Bernardo Guilherme, César Cardoso & Cláudio Paiva | 8 de maio de 2003   | N/A       |
| Nenê decide acompanhar os homens da família depois do fiasco almoço de dia das mães. A confusão começa quando ela se perde e todos pensam no pior.                               |              |                                 |                 |                                                                   |                     |           |
| 79 | 6            | "Dois Palmitos numa Noite Suja" | Maurício Farias | Cláudio Paiva, Marcelo Gonçalves, Márcio Wilson & Nilton Braga    | 15 de maio de 2003  | 41 pontos |
| Nenê decide doar comida aos pobres e pede a colaboração de todos. Sem saber como ajudar mais, Nenê doa toda a comida da casa, inclusive a lata onde Agostinho escondia dinheiro. |              |                                 |                 |                                                                   |                     |           |
| 80 | 7            | "O Velhinho Pocotó!"            | Maurício Farias | Adriana Falcão, Bernardo Guilherme, Cláudio Paiva & Márcio Wilson | 22 de maio de 2003  | N/A       |
| Seu Flor quer parecer mais jovem, pinta o cabelo e decide ir ao baile. Ele causa a maior confusão entre Genoveva e Marilda.                                                      |              |                                 |                 |                                                                   |                     |           |
| 81 | 8            | "O Homem que Multou o Facínora" | Maurício Farias | César Cardoso, Cláudio Paiva, Marcelo Gonçalves e Nilton Braga    | 29 de maio de 2003  | N/A       |
| Mendonça organiza uma festa à fantasia. Lineu vai fantasiado de xerife e acaba sendo o único da festa a caráter. Com raiva, Lineu decide não trabalhar.                          |              |                                 |                 |                                                                   |                     |           |